# Alice's Spooky Adventure
Série Alice Comedies
Alice's Day at Sea
(1924) Alice's Wild West Show
(1924)
Pour plus de détails, voir Fiche technique et Distribution.
Alice's Spooky Adventure est un court métrage d'animation américain muet de la série Alice Comedies sorti en 1924.

## Synopsis
Alice joue au ballon avec ses amis (dont Julius) près d'une maison délabrée. Mais la balle brise la vitre de cette maison hantée. Alice est la seule assez courageuse pour braver les dangers de la demeure et récupérer le ballon. À l'intérieur, elle se heurte la tête et se retrouve dans Cartoonland, dans lequel elle sauve un chat et se bat contre les esprits d'une ville fantôme.

## Fiche technique
- Titre original : Alice's Spooky Adventure
- Série : Alice Comedies
- Réalisation : Walt Disney
- Animation : Walt Disney, Rollin Hamilton
- Photographie : Roy Oliver Disney
- Montage : Margaret J. Winkler
- Production : Walt Disney
- Société de production : Disney Brothers Studios
- Société de distribution : Margaret J. Winkler (1924)
- Pays :  États-Unis
- Format d'image : noir et blanc - 35 mm - 1,37:1 - muet
- Genre : animation et prises de vues réelles
- Durée : 6 min 24[1]
- Date de sortie : 1er avril 1924 (États-Unis)

Source : Walt in Wonderland

## Distribution
- Virginia Davis : Alice
- Leon Holmes : Tubby Boy
- Spec O'Donnell

## Commentaires
C'est le premier film animé par Rollin Hamilton.